# Олексич, Геннадий Анатольевич
Генна́дий Анато́льевич Оле́ксич (рум. Ghenadie Olexici; 23 августа 1978) — молдавский футболист, защитник.

## Карьера

### Клубная
Воспитанник футбольной школы кишинёвского «Зимбру» (первый тренер — Николай Филиппович Есин). Выступал за кишинёвские клубы «МХМ-93», «Зимбру» и за пермский «Амкар».
В первой половине 2008 года играл за кишинёвский «Зимбру». В июне перешёл в ярославский «Шинник», в его составе провёл полтора сезона.
В январе 2010 года был на просмотре в «Кубань», но контракт не подписал. Летом 2010 года присоединился к клубу чемпионата Молдавии «Милсами», в котором провёл половину сезона. В конце 2010 года завершил профессиональную карьеру.

### Международная
Олексич принял участие в 42 матчах сборной Молдавии в период с 2001 по 2007 годы.

## Достижения
- Чемпион Молдавии: 2000
- Обладатель Кубка Молдавии: 2002